# Paschalikat
Paschalikat (turkiska: Paşalık) var en administrativ enhet eyalet (provins) inom det Osmanska riket. Pashalikaten har fått sitt namn av och styrdes av en pascha. Pashalikaten delades in i mindre enheter kallade sancak. 
Den serbiska regionen Sandžak har fått sitt namn från denna benämning. Bosnien var under det osmanska styret ett paschalikat.